# Старое Семенкино
Ста́рое Семёнкино (чув. Кивӗ Ҫимел) — село в Клявлинском районе Самарской области России. Административный центр сельского поселения Старое Семенкино. Малая родина Героя Советского Союза Г. Н. Захарова.

## География
Село находится в северо-восточной части региона, в пределах Высокого Заволжья, в лесостепной зоне, на берегах реки Камышла, на расстоянии примерно 12 километров (по прямой) на восток от районного центра Клявлино, административного центра района.
Связано с селом Новое Семёнкино исторически и географически (расстояние примерно 800 метров).

### Уличная сеть
ул. Гаражная, ул. Заречная, ул. Молодёжная, ул. Родниковая, ул. Садовая, ул. Солнечная, ул. Центральная, ул. Школьная.

### Климат
Климат характеризуется как умеренно континентальный, с холодной малоснежной зимой и жарким сухим летом. Среднегодовая температура воздуха — 3,1 °С. Средняя температура воздуха самого тёплого месяца (июля) — 19,2 °C (абсолютный максимум — 37 °C); самого холодного (января) — −13,3 °C (абсолютный минимум — −46 °C). Среднегодовое количество атмосферных осадков составляет 646 мм, из которых 395 мм выпадает в период с апреля по октябрь. Снежный покров держится в течение 163 дней.

## Топоним
Название Семёнкино — по имени одного из первопоселенцев.

## История
Село Старое Семёнкино основано в 1763 году на земле, выкупленной у старшины Надыра Уразметева, чувашами из деревень Мастряково, Тенеево, Новое Тинчурино Симбирского уезда, в 1804–10 были переселения из Ядринского и Чистопольских уездов. Названо, вероятно, по имени одного из первопоселенцев – Семёна Илдемеева (зафиксирован ревизией 1763). Жители – чуваши. Русские жители подселились в XIX веке из соседних деревень (занимают северную часть села). В языке и традиционной культуре наблюдаются признаки, характерные для заволжской группы чувашей. 

## Население
| 2010 |
| ---- |
| 330  |

Постоянное население составляло 339 человек (чуваши 70 %, русские 26 %) в 2002 году, 330 в 2010 году.

## Известные уроженцы, жители
В селе родились Герой Советского Союза Захаров, Георгий Нефёдович, советский военачальник и писатель Тимофеев, Вячеслав Арсеньевич.

## Инфраструктура
Основа экономики — сельское хозяйство.
Старо-Семёнкинская школа, ФАП.

## Транспорт
Село доступно автотранспортом. Остановка общественного транспорта «Старое Семенкино».